# Oliver Kamber
Oliver Kamber (Sissach, 7 maggio 1979) è un ex hockeista su ghiaccio svizzero.

## Statistiche

### Club
|           |                       |              | Regular Season | Regular Season | Regular Season | Regular Season | Regular Season | Playoff | Playoff | Playoff | Playoff | Playoff |
| Stagione  | Squadra               | Lega         | P              | G              | A              | Pt.            | PIM            | P       | G       | A       | Pt.     | PIM     |
| --------- | --------------------- | ------------ | -------------- | -------------- | -------------- | -------------- | -------------- | ------- | ------- | ------- | ------- | ------- |
| 1996-1997 | GC Küsnacht Lions U20 | Elite Jr. A  | 41             | 22             | 18             | 40             | -              |         |         |         |         |         |
| 1997-1998 | GC Küsnacht Lions U20 | Elite Jr. A  | 9              | 8              | 2              | 10             | 4              |         |         |         |         |         |
|           | GC Küsnacht Lions     | NLB          | 19             | 3              | 1              | 4              | 4              |         |         |         |         |         |
| 1998-1999 | GC Küsnacht Lions U20 | Elite Jr. A  | 22             | 8              | 16             | 24             | 12             | 3       | 0       | 1       | 1       | 2       |
|           | GC Küsnacht Lions     | NLB          | 11             | 2              | 0              | 2              | 0              |         |         |         |         |         |
| 1999-2000 | GC Küsnacht Lions     | NLB          | 36             | 3              | 11             | 14             | 4              | Playout | Playout | Playout | Playout | Playout |
| 2000-2001 | Lausanne              | NLB          | 37             | 12             | 23             | 35             | 53             | 16      | 3       | 18      | 21      | 14      |
| 2001-2002 | Lausanne              | NLA          | 41             | 7              | 24             | 31             | 10             | Playout | Playout | Playout | Playout | Playout |
| 2002-2003 | Zug                   | NLA          | 44             | 5              | 17             | 22             | 8              |         |         |         |         |         |
| 2003-2004 | Lausanne              | NLA          | 44             | 5              | 17             | 22             | 8              | Playout | Playout | Playout | Playout | Playout |
| 2004-2005 | Lausanne              | NLA          | 44             | 7              | 27             | 34             | 41             | Playout | Playout | Playout | Playout | Playout |
| 2005-2006 | Gottéron              | NLA          | 44             | 3              | 17             | 20             | 30             | Playout | Playout | Playout | Playout | Playout |
| 2006-2007 | Rapperswil            | NLA          | 44             | 8              | 18             | 26             | 30             | 7       | 2       | 6       | 8       | 4       |
| 2007-2008 | Rapperswil            | NLA          | 47             | 9              | 31             | 40             | 16             | 5       | 0       | 1       | 1       | 8       |
| 2008-2009 | GC Küsnacht Lions     | NLB          | 2              | 0              | 2              | 2              | 2              |         |         |         |         |         |
|           | ZSC                   | NLA          | 37             | 2              | 11             | 13             | 32             | -       | -       | -       | -       | -       |
|           | ZSC                   | Champions HL | 4              | 0              | 0              | 0              | 2              |         |         |         |         |         |
| 2009-2010 | ZSC                   | NLA          | 18             | 2              | 2              | 4              | 4              |         |         |         |         |         |
|           | Lugano                | NLA          | 29             | 4              | 5              | 9              | 14             | 4       | 0       | 2       | 2       | 0       |
| 2010-2011 | Lugano                | NLA          | 34             | 3              | 6              | 9              | 24             |         |         |         |         |         |

### Nazionale
| Stagione  | Livello         | Competizione | P | G | A | Pt. | PIM |
| --------- | --------------- | ------------ | - | - | - | --- | --- |
| 1996-1997 | Switzerland U18 | EJC-18       | 6 | 0 | 0 | 0   | 0   |